# Аюруока
Аюруока (порт. Aiuruoca) — муниципалитет в Бразилии, входит в штат Минас-Жерайс. Составная часть мезорегиона Юг и юго-запад штата Минас-Жерайс. Входит в экономико-статистический микрорегион Андреландия. Население составляет 6360 человек на 2006 год. Занимает площадь 650 км². Плотность населения — 9,8 чел./км².

## История
Город основан 20 июля 1868 года.

## Статистика
- Валовой внутренний продукт на 2003 год составляет 26 693 922,00 реалов (данные: Бразильский институт географии и статистики).
- Валовой внутренний продукт на душу населения на 2003 год составляет 4164,42 реалов (данные: Бразильский институт географии и статистики).
- Индекс развития человеческого потенциала на 2000 год составляет 0,736 (данные: Программа развития ООН).

## География
Климат местности: горный тропический. В соответствии с классификацией Кёппена, климат относится к категории Cwb.